# آردی‌اس-۳۷
آردی‌اس-۳۷ (انگلیسی: RDS-37) نخستین بمب هیدروژنی دومرحله‌ای اتحاد جماهیر شوروی سوسیالیستی بود که اولین بار در ۲۲ نوامبر ۱۹۵۵ آزمایش شد. بازده اسمی این سلاح در حدود ۳ مگاتُن بوده‌است. برای آزمودن واقعی آن، بازده‌اش تا ۱٫۶ مگاتن کاهش یافت.

## منتهی به آر‌دی‌اس-۳۷
آر‌دی‌اس-۳۷ پاسخی به تلاش‌های ایالات متحده بود. پیش‌تر، اتحاد جماهیر شوروی ظاهراً از بسیاری از جاسوسان خود در آمریکا برای کمک به توسعه روش‌ها و ایده‌هایی برای ساخت بمب هسته‌ای استفاده کرده بود. ساخت بمب هیدروژنی نیاز کمتری به این روش داشت، اگرچه همچنان از برخی جاسوسان، به‌ویژه کلاوس فوکس، کمک دریافت می‌کردند.
در سال ۱۹۴۵، اتحاد جماهیر شوروی تصمیم گرفت روی طراحی یک «ابربمب» کار کند. همچنین در همان سال، انریکو فرمی در لس‌آلاموس سخنرانی‌هایی درباره فرآیند گداخت ارائه داد. او در پایان سخنرانی خود اظهار داشت: «تاکنون تمام طرح‌ها برای آغاز [واکنش] ابربمب نسبتاً مبهم هستند.»
در بهار سال ۱۹۴۶، ادوارد تلر کنفرانسی برای ارزیابی تمام اطلاعات شناخته‌شده درباره بمب هیدروژنی برگزار کرد. کلاوس فوکس نیز در این کنفرانس حضور داشت. در همان سال، تلر طراحی جدیدی برای بمب هیدروژنی پیشنهاد کرد که آن را «ساعت زنگ‌دار» نامید و پیشنهاد داد به‌جای دوتریوم خالص از لیتیم-۶ دوترید استفاده شود.
کلاوس فوکس اطلاعاتی درباره بمب هسته‌ای و بمب هیدروژنی به اتحاد جماهیر شوروی منتقل کرده بود. این اطلاعات منجر به جذب گروه ایگور تام شد که کارشان به ساخت بمب هیدروژنی کمک کرد. اطلاعاتی که فوکس در سال ۱۹۴۸ ارائه داد، نه‌تنها به بمب هیدروژنی، بلکه به کل صنعت هسته‌ای مربوط بود. این اطلاعات بینش دقیقی درباره طراحی بمب با استفاده از بلوک اشتعال دو مرحله‌ای فراهم کرد.
این طرح‌ها به‌سرعت به لاورنتی بریا، که توسط ژوزف استالین مسئول برنامه بمب روسیه شده بود، ارسال شد و به ایگور کورچاتوف، بوریس وانیکوف و یولی خاریتون ارجاع داده شد تا این طرح‌ها را ارزیابی و تأیید کنند. در ۵ مه ۱۹۴۸، وانیکوف و کورچاتوف پاسخی نوشتند که در آن آمده بود:

«در مورد سند شماره ۷۱۳الف، ایده‌های اصلی درباره نقش تریتیم در انتقال انفجار از چاشنی اورانیوم-۲۳۵ به دوتریوم، ضرورت انتخاب دقیق توان چاشنی اورانیوم، و نقش ذرات و فوتون‌ها در انتقال انفجار به دوتریوم جدید هستند. این اسناد از این جهت ارزشمندند که به کار رفیق زلدوویچ در پروژه ابر‌بمب، که تحت برنامه‌های عملیاتی مصوب اداره اصلی اول انجام می‌شود، کمک خواهند کرد. باید تلاش بیشتری در این زمینه انجام شود و کار روی طراحی عملی آغاز گردد.»

وانیکوف مطالعه دوتریوم و اثرات آن را آغاز کرد. خاریتون نیز در ۵ مه ۱۹۴۸ پاسخ خود را ارسال کرد که در آن از اتحاد جماهیر شوروی خواست گروه طراحی تشکیل دهد.
در آن زمان، افراد بسیار کمی درباره طراحی بمب هیدروژنی اطلاع داشتند. دانشمندان ایالات متحده نیز درک کاملی از طرح‌های خود نداشتند. اتحاد جماهیر شوروی گروهی را برای کار روی بمب هیدروژنی تشکیل داد. در اوت ۱۹۴۸، آندری ساخاروف روش «اسلویکا» یا «کیک لایه‌ای» را پیشنهاد کرد که شامل لایه‌های متناوب اورانیوم و سوخت گرما‌هسته‌ای بود. در اوایل سال ۱۹۴۹، این طراحی کیک لایه‌ای اصلاح شد و لیتیم-۶ دوترید به‌عنوان سوخت گرما‌هسته‌ای انتخاب شد.
در اوایل سال ۱۹۵۰، کلاوس فوکس در بریتانیا دستگیر شد و دیگر نتوانست فعالیت‌های جاسوسی خود را برای اتحاد جماهیر شوروی ادامه دهد.
دانشمندان شوروی ایده افزایش چگالی دوتریوم را مطرح کردند. ساخاروف و تیمش امکان انفجار یک بمب هسته‌ای کوچک‌تر در داخل کیک لایه‌ای را بررسی کردند. این ایده موفق بود و اولین پیاده‌سازی آن در آر‌دی‌اس-۶اس استفاده شد. آر‌دی‌اس-۶اس راه را برای آر‌دی‌اس-۳۷ هموار کرد. تا سال ۱۹۵۲، اتحاد جماهیر شوروی به‌طور کامل طراحی بمب دو مرحله‌ای را در نظر گرفت. بااین‌حال، این طرح در سال ۱۹۵۴ به‌طور کامل محقق شد. پیش از سال ۱۹۵۴، تصور نمی‌شد دستگاه گرما‌هسته‌ای با تابش آغاز شود، بلکه موج شوک عامل آن در نظر گرفته می‌شد.
در ۱ نوامبر ۱۹۵۲، ایالات متحده اولین «بمب هیدروژنی» خود را با نام رمز آیوی مایک آزمایش کرد. این طراحی بر اساس چیدمان تلر-اولام بود. آیوی مایک سلاحی قابل استفاده نبود و با وزن ۸۲ تن، ابعاد عظیمی داشت. در ۱۲ اوت ۱۹۵۳، شوروی بمب هیدروژنی خود را در آزمایشی با نام رمز «جو ۴» آزمایش کرد که بر اساس طراحی کیک لایه‌ای بود. تا آن زمان، هیچ‌کس بمب هیدروژنی «واقعی» نساخته بود. تمام آزمایش‌های دیگر بازدهی در حد کیلوتن داشتند.
در بهار ۱۹۵۴، ایالات متحده مجموعه‌ای از شش دستگاه هسته‌ای را در عملیاتی به نام قلعه آزمایش کرد که هر آزمایش در محدوده مگاتن بود. اولین این آزمایش‌ها، قلعه براوو، در نهایت بزرگ‌ترین انفجار ایالات متحده تا آن زمان شد.
تا بهار ۱۹۵۴، دانشمندان شوروی شروع به درک امکان آزادسازی تابش از چاشنی بمب هسته‌ای و استفاده از آن برای آغاز بخش گداخت بمب کردند. این ایده با طراحی تلر-اولام که در انفجار مایک استفاده شد، هم‌خوانی داشت. آنها سپس طرح‌های تک‌مرحله‌ای کیک لایه‌ای و لوله‌ای را کنار گذاشتند و کاملاً روی پروژه بمب دو مرحله‌ای متمرکز شدند. گزارشی درباره فعالیت بخش نظری شماره ۱ که در سال ۱۹۵۴ منتشر شد، بیان می‌کند:

«فشرده‌سازی اتمی به‌صورت نظری و با همکاری اعضای بخش شماره ۲ در حال بررسی است. مشکلات اصلی مرتبط با فشرده‌سازی اتمی در مرحله توسعه هستند. انتشار تابش از بمب اتمی که برای فشرده‌سازی بدنه اصلی استفاده می‌شود. محاسبات نشان می‌دهد که تابش به‌شدت ساطع می‌شود. تبدیل انرژی تابشی به انرژی مکانیکی برای فشرده‌سازی بدنه اصلی. این اصول از طریق تلاش‌های بخش‌های شماره ۲ و شماره ۱ توسعه یافته‌اند.»

در ۲۲ نوامبر ۱۹۵۵، روس‌ها اولین بمب هیدروژنی واقعی دو مرحله‌ای خود را در محدوده مگاتن، یعنی آر‌دی‌اس-۳۷، آزمایش کردند. این آزمایش از فروپاشی تابشی دو مرحله‌ای استفاده کرد. این همچنین اولین آزمایش بمب گداختی پرتاب‌شده از هوا در جهان بود.